# Coenosia trilineella
Coenosia trilineella är en tvåvingeart som först beskrevs av Zetterstedt 1838.  Coenosia trilineella ingår i släktet Coenosia och familjen husflugor. Arten är reproducerande i Sverige. Inga underarter finns listade i Catalogue of Life.